# Milan Šlechta
Milan Šlechta (18. října 1923 Praha – 24. dubna 1998) byl český varhaník a pedagog.
Studoval Pražskou konzervatoř a později nově založenou Hudební akademii múzických umění jako jeden z posledních žáků prof. Bedřicha Antonína Wiedermanna.
Od roku 1964 byl (společně s Jiřím Reinbergerem) pedagogem varhan na Hudební fakultě AMU, kde vychoval mnoho varhaníků: Jaroslav Tůma, Irena Chřibková, Kamila Klugarová, Václav Uhlíř, Josef Kšica, Tomáš Thon a další.
Napsal i pedagogické práce „Dějiny varhan a varhanní hudby“ a „Metodika varhanní hry“.